# شبکه ملی اعتبار
کالابرگ یا شبکه ملی اعتبار(مخفف:شما) یک نرم‌افزار اپ (برنامه) موبایل برای پرداخت نقد مبلغ خرید داخل فروشگاه‌های خواروبار منتخب ایرانی است.
با استفاده از این برنامه دهک‌های ۱ تا ۳ (پایگاه اطلاعات رفاهی) که یارانه ۴۰۰ هزار تومانی دریافت می‌کنند می‌توانند تا ۲۰ درصد (مبلغ ۸۰ هزارتومان) یارانه بیشتر بگیرند اگر که ۷۰ درصد از یارانه شان (۳۲۰ هزار تومان) را داخل فروشگاه‌ها برای خرید کالاهای منتخب خرج کنند. دولت این طرح را ۱۳ خرداد ۱۴۰۲ اجرا کرد.
درصورتی که خانوار دهک پایین باشند این اپلیکیشن اجازه استفاده یارانه یک ماه بعد را می‌دهد به شکل اعتبار
برای فروشنده‌هایی که از طرح کالابرگ الکترونیک استفاده می‌کنند داشتن جواز کسب اجباری است.
سال ۱۴۰۲ به نقل از وزیر تعاون کار و رفاه اجتماعی تا خرداد ۱۵ هزار فروشگاه زنجیره ای را به سامانه ملی اعتبار که سامانه اصلی اجرای طرح کالابرگ الکترونیک است، متصل کرده‌است. برنج، ماکارونی و روغن بیشترین فروش را دارد.

## جزئیات
در این طرح حبوبات و لبنیات فله با بارکد ویژه به فروشگاه فروخته می‌شود.
خریدهای شیر بطری کم‌چرب، پنیر، ماست کم‌چرب، مرغ، تخم‌مرغ، روغن مایع، ماکارونی، قند، شکر و برنج، ماست پرچرب پگاه، حبوبات و گوشت منجمد گوساله ۱۰ قلم کالای اساسی مشمول کالابرگ هستند.
شما، رزمندگان، مددجویان کمیته امداد، بهزیستی را نیز پوشش می‌دهد.